# Inozin monofosfatna sintaza
Bifunkcionalni purinski biosintetički protein PURH je protein koji je kod čoveka kodiran ATIC genom.
ATIC kodira enzim koji generiše inozin monofosfat iz aminoimidazol karboksamid ribonukleotida.
On ima dve funkcije:
- EC 2.1.2.3 - 5-aminoimidazol-4-karboksamid ribonukleotid formiltransferaza
- EC 3.5.4.10 - IMP ciklohidrolaza

## Literatura
- Rasmussen HH; van Damme J; Puype M;  . (1993). „Microsequences of 145 proteins recorded in the two-dimensional gel protein database of normal human epidermal keratinocytes”. Electrophoresis. 13 (12): 960—9. PMID 1286667. doi:10.1002/elps.11501301199.
- Yamauchi M; Seki N; Mita K;  . (1996). „Isolation of human purH gene expressed in the rodent transformant cells by subtractive enrichment of 3'-untranslated region of human transcript”. DNA Res. 2 (6): 269—75. PMID 8867801. doi:10.1093/dnares/2.6.269.
- Beardsley GP; Rayl EA; Gunn K;  . (1998). „Structure and functional relationships in human pur H”. Adv. Exp. Med. Biol. Advances in Experimental Medicine and Biology. 431: 221—6. ISBN 978-0-306-45778-4. PMID 9598063. doi:10.1007/978-1-4615-5381-6_43.
- Vergis JM, Bulock KG, Fleming KG, Beardsley GP (2001). „Human 5-aminoimidazole-4-carboxamide ribonucleotide transformylase/inosine 5'-monophosphate cyclohydrolase. A bifunctional protein requiring dimerization for transformylase activity but not for cyclohydrolase activity”. J. Biol. Chem. 276 (11): 7727—33. PMID 11096114. doi:10.1074/jbc.M009940200.
- Bulock KG, Beardsley GP, Anderson KS (2002). „The kinetic mechanism of the human bifunctional enzyme ATIC (5-amino-4-imidazolecarboxamide ribonucleotide transformylase/inosine 5'-monophosphate cyclohydrolase). A surprising lack of substrate channeling”. J. Biol. Chem. 277 (25): 22168—74. PMID 11948179. doi:10.1074/jbc.M111964200.
- Strausberg RL; Feingold EA; Grouse LH;  . (2003). „Generation and initial analysis of more than 15,000 full-length human and mouse cDNA sequences”. Proc. Natl. Acad. Sci. U.S.A. 99 (26): 16899—903. PMC 139241 . PMID 12477932. doi:10.1073/pnas.242603899.
- Cheong CG; Wolan DW; Greasley SE;  . (2004). „Crystal structures of human bifunctional enzyme aminoimidazole-4-carboxamide ribonucleotide transformylase/IMP cyclohydrolase in complex with potent sulfonyl-containing antifolates”. J. Biol. Chem. 279 (17): 18034—45. PMID 14966129. doi:10.1074/jbc.M313691200.
- Marie S; Heron B; Bitoun P;  . (2004). „AICA-Ribosiduria: A Novel, Neurologically Devastating Inborn Error of Purine Biosynthesis Caused by Mutation of ATIC”. Am. J. Hum. Genet. 74 (6): 1276—81. PMC 1182092 . PMID 15114530. doi:10.1086/421475.
- Dervieux T; Furst D; Lein DO;  . (2004). „Polyglutamation of methotrexate with common polymorphisms in reduced folate carrier, aminoimidazole carboxamide ribonucleotide transformylase, and thymidylate synthase are associated with methotrexate effects in rheumatoid arthritis”. Arthritis Rheum. 50 (9): 2766—74. PMID 15457444. doi:10.1002/art.20460.
- Gerhard DS; Wagner L; Feingold EA;  . (2004). „The Status, Quality, and Expansion of the NIH Full-Length cDNA Project: The Mammalian Gene Collection (MGC)”. Genome Res. 14 (10B): 2121—7. PMC 528928 . PMID 15489334. doi:10.1101/gr.2596504.
- Ewing RM; Chu P; Elisma F;  . (2007). „Large-scale mapping of human protein–protein interactions by mass spectrometry”. Mol. Syst. Biol. 3 (1): 89. PMC 1847948 . PMID 17353931. doi:10.1038/msb4100134.

## Spoljašnje veze
- Inosine+monophosphate+synthase на 